# Poste de péage de Thomasset
Le poste de péage de Thomasset  est une infrastructure routière du réseau routier de Côte d'Ivoire . Il est situé sur la route de l'est du pays. Il a été mis en service le 15 décembre 2019.

## Histoire
Le poste de péage de Thomasset a été mis en service le 15 décembre 2019. Le préfet de l’Agnéby-Tiassa et du département d’Agboville, Ekponon Assomou André, a mis ce poste en fonction. Il a représenté le ministre de l’équipement et de l’entretien routier. C'est  après un communiqué du Conseil des ministres du 27 novembre 2019, présidé par le Présidente Alassane Ouattara,,,

## Localisation
Le poste de péage de Thomasset est situé dans le Sud de la Côte d'Ivoire, dans la commune d'Anyama, précisément sur la voie menant à l'est du pays. Il relie la ville d'Abidjan à celles d'Adzopé et d'Agboville,,

## Fonctionnement

### Exploitation
L'exploitation de ce poste de péage est gérée par le Fonds d'entretien routier. Les fonds collectés servent à entretenir régulièrement la route et à préserver les infrastructures routières. Ils servent aussi à renforcer la sécurité routière grâce à la présence de l'unité de sécurité routière de la gendarmerie. Toutes ces mesures permettent d'assurer une assistance aux usagers en cas de sinistre,,

### Tarifs
Un communiqué du Conseil des ministres en date du 27 novembre 2019 présente les tarifs comme suit,,:
| Classe   | Type de véhicule                         | Tarif (en fcfa) |
| -------- | ---------------------------------------- | --------------- |
| Classe 1 | Véhicule léger                           | 500 fcfa        |
| Classe 2 | Minicar de moins de 32 places            | 1 500 fcfa      |
| Classe 3 | Car de plus de 32 places et gros camions | 2 500 fcfa      |
| Classe 4 | Camion poids lourd                       | 3 500 fcfa      |